# Deseilligny (cráter)

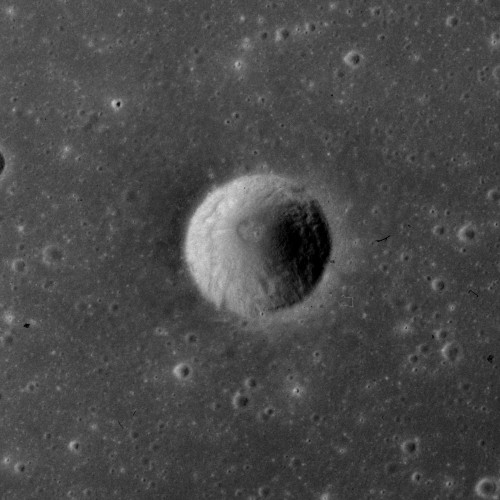
Fotografía de la misión Apolo 15

Deseilligny es un pequeño cráter de impacto lunar nombrado en honor del selenógrafo Jules Alfred Pierrot Deseilligny (1868-1918) y situado en la parte sur del Mare Serenitatis, al este-sureste del cráter Bessel. Deseilligny es un cráter en forma de cuenco, con un borde bajo, sin otros aspectos reseñables.
|  |  |